# August Abrahamsen
August Abrahamsen (Kristiansand, 10 augustus 1842 – aldaar, 26 juli 1926) was een Noors leraar, zangleraar en amateurfotograaf.

## Achtergrond
Haldor Kristian August Abrahamsen werd geboren binnen het gezin van schoenmaker en veehouder Gunder Tobias Abrahamsen (geboren 1817) en Aasilie Hansdatter (geboren 1817). Hij huwde Anna Christiense Knudsen (geboren 1837). Het echtpaar kreeg minstens zeven kinderen, waarbij dochter Aashild Olene voorwat betreft onderwijs is de voetstappen van haar vader trad. Zoon Knud Dag Tobias Abrahamsen (geboren 1869) werd spoorwegingenieur.

## Leven
Na zijn eigen schoolexamen werd hij leraar aan het Holt Seminar te Kristiansand, een functie die hij bekleedde van 1863 tot 1914. Naast die functie was hij ook redacteur bij Fædrelandsvennen (1876-1886) en Søndenfjeldske Avis, twee plaatselijke kranten. Hij verrichtte ook werkzaamheden voor toeristenbureaus in Kristiansand en Oppland. Hij werkte daar 27 jaar voor in diverse functies (1888-1915) .
Zijn hobby was wandelen in de natuur en uit die hobby kwam zijn belangrijkste bijdrage aan de Noorse cultuur. Tijdens die wandelingen fotografeerde hij de Noorse cultuur, te beginnen in zijn “eigen” Setesdalen. In 1901 verscheen zijn boek Haandbog over Sætersdalen, Mandalsdalen og Tofdal. Er waren in eerste instantie nog maar weinig foto’s voorhanden. Echter bij het opruimen van de zolder van zijn weduwe kwamen ongeveer duizend negatieve tevoorschijn, die in 2011 verhuisden naar de plaatselijke musea.
Uit zijn zangstudie en pianolessen ontstond minstens één compositie: Vierstemmige liederen voor gemengd koor.